# والتر پراتزو
والتر پراتزو (انگلیسی: Walter Perazzo؛ زادهٔ ۲ اوت ۱۹۶۲) بازیکن فوتبال اهل آرژانتین است.
از باشگاه‌هایی که در آن بازی کرده‌است می‌توان به باشگاه فوتبال بوسان ای‌پارک، باشگاه فوتبال بوکا جونیورز، باشگاه فوتبال سانتا فه، باشگاه فوتبال استودیانتس، باشگاه ورزشی سن لورنسو آلماگرو، باشگاه ورزشی دیپورتیوو کالی، و باشگاه فوتبال آرژانتینوس جونیورز اشاره کرد.
وی همچنین در تیم ملی فوتبال زیر ۲۳ سال آرژانتین بازی کرده‌است.